# Paul Klebnikov
Paul Klebnikov (russ. Пол (Павел) Хлебников; * 3. Juni 1963 in New York; † 9. Juli 2004 in Moskau), auch Pawel Chlebnikow, war ein US-amerikanischer Journalist und Chefredakteur sowie Herausgeber der russischen Ausgabe des Forbes Magazine.

## Leben
Klebnikovs Familie verließ Russland nach dem Ersten Weltkrieg 1918. Er studierte an der kalifornischen Universität in Berkeley und an der London School of Economics and Political Science. 1991 schloss er sein Studium mit einem Doktortitel ab. Paul Klebnikov begann bereits 1989 für das Magazin Forbes zu schreiben. Er wurde Chefredakteur und Spezialist für die russische und osteuropäische Wirtschaft und Politik, im April 2004 wurde er Herausgeber der ersten russischen Ausgabe des Magazins.
In seinem Buch Godfather of the Kremlin: The Decline of Russia in the Age of Gangster Capitalism (dt. Der Pate des Kreml – Boris Beresowski und die Macht der Oligarchen) zeichnete Klebnikov die Aktivitäten verschiedener russischer Oligarchen, insbesondere diejenigen Boris Beresowskis, nach und informierte über deren dubiosen Aufstieg nach dem Zusammenbruch der Sowjetunion.
Sein zweites und letztes Buch Gespräch mit einem Barbaren (russ. Разговор с варваром) erschien 2003 und handelte von Interviews, die Klebnikov mit dem tschetschenischen Rebellen-Anführer und ehemaligen Moskauer Unterweltboss Chosch Achmed Nuchajew führte. Dieses Buch ist bisher nur in russischer Sprache erhältlich.

### Ermordung
Am 9. Juli 2004 wurde Klebnikov von unbekannten Tätern vor dem Verlagsgebäude des russischen Forbes Magazine in Moskau erschossen. Drei tschetschenische Verdächtige wurden danach wegen des Mordes angeklagt und zunächst freigesprochen. Russlands Oberster Gerichtshof verwarf später die Freisprüche, doch konnte der Aufenthaltsort von zwei der Verdächtigen nach ihrer vorangegangenen Freilassung nicht mehr ausfindig gemacht werden. Kommentatoren und Ermittlungsbehörden haben in Bezug auf das Attentat von einem Auftragsmord gesprochen. 2013 nannte der Investigativjournalist Richard Behar im Forbes Magazine im Hinblick auf die Hintermänner des Mordes den Oligarchen Beresowski als einen Hauptverdächtigen. Beresowski hatte wegen eines Artikels von Klebnikov einen sechsjährigen Rechtsstreit gegen das Forbes Magazine geführt und Klebnikov noch kurz nach dessen Ermordung beschimpft.
Klebnikov hinterließ seine Frau und drei – damals minderjährige – Kinder.

## Werke
- Der Pate des Kreml. Boris Beresowski und die Macht der Oligarchen. Econ, München 2001. ISBN 3-430-15475-8
- Razgovor s varvarom (Gespräch mit einem Barbaren). Детектив-Пресс Verlag, Moskau 2003. ISBN 5-89935-057-1